# François Abou Mokh
François Abou Mokh BS (* 1. Juli 1921 in Maalula, Syrien; † 11. August 2006) war Kurienbischof im Melkitischen Patriarchat von Antiochien in Syrien.

## Kirchliche Laufbahn
Françoise Abou Mokh empfing am 12. Juli 1946 die Priesterweihe als Ordenspriester der Melkitischen Basilianer vom Heiligsten Erlöser. Von 1972 bis 1978 war er als Prokurator des Melkitischen Patriarchen von Antiochien in Rom akkreditiert. Unter gleichzeitiger Ernennung zum Titularerzbischof von Palmyra dei Greco-Melkiti wurde er am 7. Februar 1978 zum Weihbischof im Melkitischen Patriarchat von Antiochien berufen.
Der Patriarch von Antiochien, Erzbischof Maximos V. Hakim, spendete ihm am 17. März 1978 die Bischofsweihe. Mitkonsekratoren waren die Erzbischöfe Nicolas Hajj SDS und Saba Youakim BS. Im Nebenamt war er von 1978 bis 1984 und nochmals von 1992 bis 1995 Patriarchalvikar von Damaskus. Im Jahr zuvor zum Kurienbischof im Patriarchat von Antiochien ernannt, trat er am 27. Juli 1998 altersbedingt von seinem Bischofsamt zurück. Von 1997 bis 1998 war er gleichfalls Protosyncellus für das melkitische Erzbistum Damaskus. Bis zu seinem Tod am 11. August 2006 war er als emeritierter Kurienbischof in Antiochien tätig.
Erzbischof Mokh wirkte als Mitkonsekrator bei den nachstehenden Bischofsweihen:
- 1981 Michel Yatim zum Erzbischof von  Latakia in Syrien
- 1981 Ignace Raad zum Erzbischof von  Sidon im Libanon
- 1981 Gregor III. Laham zum Titularerzbischof von Tarsus dei Greco-Melkiti und späteren Patriarchen von Antiochien
- 1987 Georges Kwaïter zum Erzbischof von Sidon
- 1990 Ignatius Ghattas zum Bischof von Newton in den USA
- 1992 Ididore Battikha zum Titularbischof von Pelusium dei Greco-Melkiti (Weihbischof in Damaskus)
- 1995 Jean-Clément Jeanbart zum Erzbischof von Aleppo in Syrien
- 1996 Issam John Darwich zum Bischof von Sydney in Australien
- 2003 Ibrahim Michael Ibrahim zum Bischof von Montreal in Kanada

## Veröffentlichungen
- François Abou Mokh: Les confessions d’un Arabe catholique. Centurion, 1991, ISBN 2-227-32044-3 (französisch).